# Paul Ficker
Paul Ficker (* 2. August 1885 in Markneukirchen; † nach 1950) war ein deutscher Volksschullehrer und Pädagoge in der sächsischen Lehrerbildung an der TH Dresden zu Zeiten der Weimarer Republik.
Paul Ficker war Lehrer in Zittau, Stollberg/Erzgeb. und am Zschopauer Lehrerseminar unter Richard Seyfert. Er lehrte spätestens ab 1926 als Dozent für Deutsch, Religion und Geschichte am Pädagogischen Institut der TH Dresden. Aus seiner Zusammenarbeit mit dem Reformpädagogen Otto Scheibner heraus veröffentlichte er 1930 ein grundlegendes Werk über den Arbeitsunterricht, das auch ins Türkische und Serbische übersetzt worden ist. Im November 1933 unterzeichnete er das Bekenntnis der deutschen Professoren zu Adolf Hitler. 
Er wurde spätestens im Sommerhalbjahr 1939 hauptamtlicher Dozent für Deutsche Sprache und Methodik des Deutschunterrichts an der Hochschule für Lehrerbildung in Dresden, 
Im Jahre 1950 veröffentlichte er ein Werk zur Deutschdidaktik an Volksschulen.

## Schriften
- Freitätigkeit : Arbeitsunterrichtliche Grundlinien f. d. Fächergruppe Geschichte, Religion u. Deutsch. Mit e. Einf. von Otto Scheibner, Leipzig : Quelle u. Meyer, 1926
- Didaktik der neuen Schule : Eine Gesamtdarstellung arbeitsunterrichtlicher Technik, Osterwieck-Harz : A. W. Zickfeldt,  1930 (serbische Übersetzung 1937; türkische Übersetzung 1940 u.ö.)
- Der Deutschunterricht in der Volksschule nach neuzeitlichen pädagogischen, psychologischen und sprachwissenschaftlichen Gesichtspunkten, Bonn : Dürr, 1950
- Rezensionen in der Zeitschrift für Pädagogische Psychologie und experimentelle Pädagogik, 1913–19